# Аристарх Самотракски
Аристарх Самотракски (Грчки: Ἀρίσταρχος ὁ Σαμόθραξ; око 220 — око 143 пре нове ере) био је старогрчки граматичар, критичар, писац, уредник, учитељ и библиотекар. Био је најутицајнији проучавалац Хомерове поезије тог периода. Био је главни библиотекар Александријске библиотеке и изгледа да је на тој функцији наследио свог учитеља Аристофана Византијског.

## Биографија
Аристарх је као млад напустио острво Самотраку и отишао у Александрију, где је учио код директора библиотеке. Касније је био учитељ на двору, а потом и управник библиотеке од 153. до 145. године пре нове ере. Након што га је прогонио његов ученик Птолемеј Добротвор, нашао је уточиште на Кипру, где је и умро.
Кажу да је Аристарх имао изузетно памћење и да је био потпуно равнодушан према свом спољашњем изгледу.
Извештаји о његовој смрти варирају, иако се слажу да је то било за време прогона за време Птолемеја VIII Фискона. Према једном извештају, добио је неизлечиву водену болест и умро од глади док је био у егзилу на Кипру.
Вероватно је он, или још вероватније, старији колега из Александријске библиотеке Зенодот, био одговоран за поделу Илијаде и Одисеје на по двадесет и четири књиге.
Према енциклопедији Суди, Аристарх је написао 800 расправа ( ὑπομνήματα) на различите теме; све су то изгубљене осим фрагмената. Његова дела се баве радом писаца као што су Алкеј, Анакреонт, Пиндар, Хесиод и трагичара.
Он је модификовао систем старогрчких текстуалних знакова (semeia) и од неког тренутка ови знаци су се називали аристархијским симболима. Веза његовог имена са књижевном критиком створила је термин аристарх за некога ко је оштар критичар који осуђује.